# Somewhere Back in Time World Tour
Somewhere Back in Time World Tour – retrospektywna trasa koncertowa grupy Iron Maiden zagrana w okresie 2008 oraz 2009, podczas której zespół prezentował repertuar z lat 80., w szczególności pochodzący z albumów Powerslave, Somewhere in Time oraz Seventh Son of a Seventh Son. Tournee wiązało się z promocją drugiej części retrospektywnego zestawu DVD „The History of Iron Maiden” oraz premierą rynkową retrospektywnej kompilacji Somewhere Back in Time: The Best of: 1980–1989.
Na potrzeby trasy po raz pierwszy użyto odrzutowca Ed Force One, Boeing 757, zaprojektowanego tak, aby na jego pokładzie mogli znaleźć się członkowie grupy, personel techniczny i część aparatury estradowej. Trasie dedykowano film dokumentalny Iron Maiden: Flight 666, wyświetlany w wybranych salach kinowych w kwietniu 2009. Film Flight 666: The Original Soundtrack w maju i czerwcu 2009 opublikowano na wielu nośnikach fizycznych oraz cyfrowych. Ostatecznie znalazł się on na szczycie zestawień muzycznych DVD w 25 krajach.
Trasa była najbardziej dochodową na świecie dla artysty brytyjskiego i na ówczesnym etapie kariery estradowej, największym sukcesem komercyjnym Iron Maiden. Wywindowała zespół do pozycji stadionowej mega gwiazdy, którą to sekstetowi udało się utrzymać przez kolejne lata działalności. Zespół  w latach 2008/09 zagrał 91 w 40 krajach świata, występując (łącznie z płatnymi seansami filmowymi "live") dla około 3,2 miliona widzów.

## Przebieg trasy

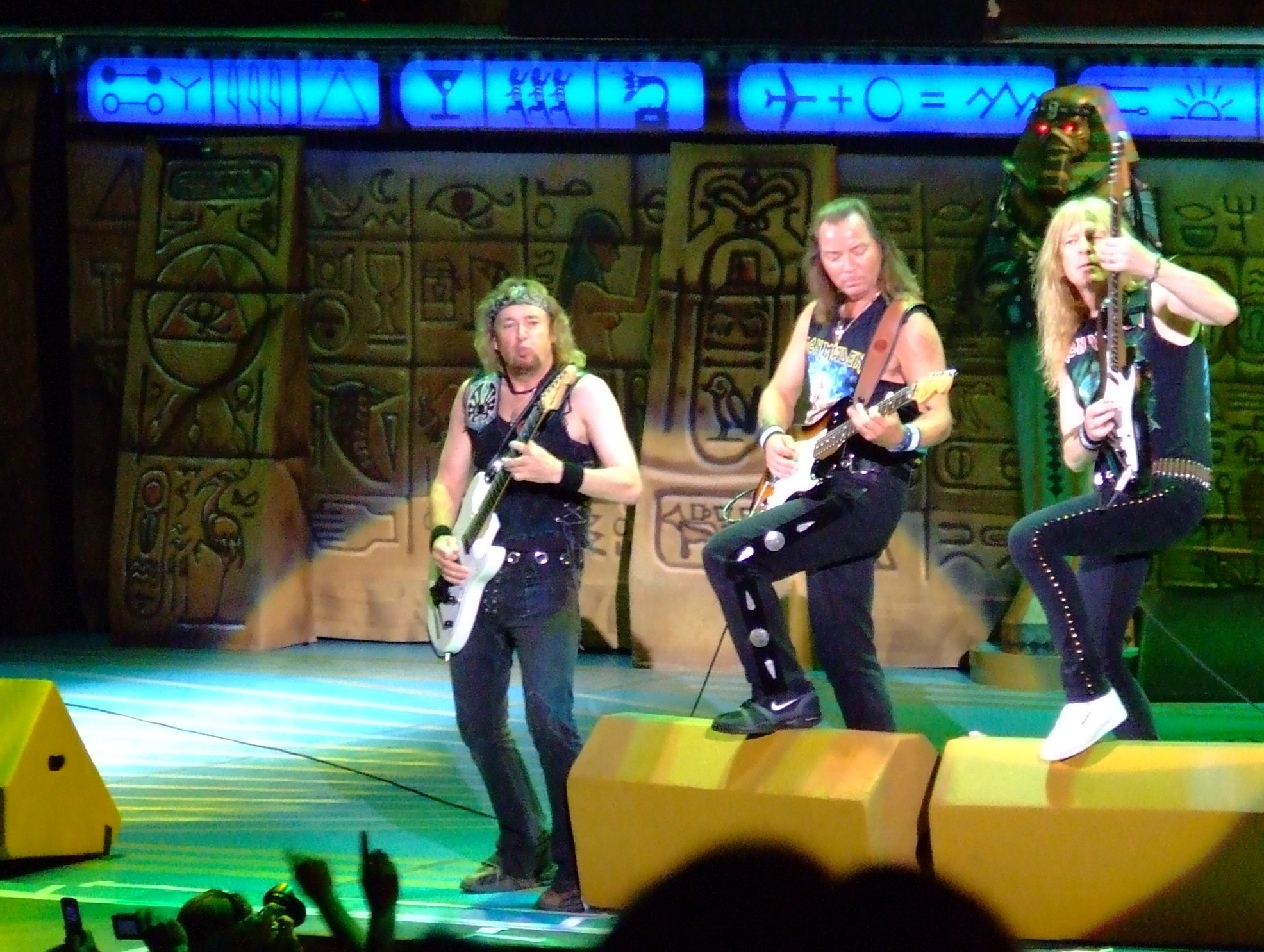
Adrian Smith, Dave Murray and Janick Gers 2008.

Inaugurujący etap Somewhere Back in Time World Tour został zainaugurowany pierwszego lutego koncertem w Bombaju, Indie. Zainteresowanych wydarzeniem było ponad 100 tys. fanów, grupa wystąpiła w Australii, Japonii, Los Angeles and Meksyku, jak również w takich krajach jak Kostaryka, Kolumbia, Brazylia, Argentyna, Chile, Portoryko czy amerykańskim New Jersey, ostatecznie docierając do Toronto. Przez 45 dni zespół dał 23 koncerty dla 675 tys. widzów w 11 krajach, pokonując w prywatnym samolocie 50 tys. mil.
W kontekście koncertów w Skandynawii, EMA Telstar anonsowali trasę Iron Maiden jako największe koncerty rockowe w basenie państw nordyckich. Thomas Johansson, promotor trasy z ramienia EMA Telstar komentował: 
„Jesteśmy bardzo dumni, że możemy pokazać naszym fanom rocka największe i najbardziej spektakularne koncerty”
Zespół powrócił również do wielu miast, które pomijano przez całe lata w rozpiskach tras. Pięć koncertów w Zachodniej Kanadzie sprzedano na pniu w ciągu kilkudziesięciu minut. Jak wspominał Bruce Dickinson: „Jesteśmy pod ogromnym wrażeniem zainteresowania ze strony fanów, zwłaszcza koncertami kanadyjskimi! Jako Brytyjczykom jest nam niezwykle przyjemnie, że odzew na nasze występy w Zachodniej Kanadzie okazał się tak gigantyczny, to miłe”. Trasa Somewhere Back in Time World Tour wywindowała Iron Maiden do pozycji stadionowej mega gwiazdy, którą to grupie udało się utrzymać przez kolejne lata działalności.

## Supporty
Grupy otwierające koncerty trasy:
- Etap pierwszy: Lauren Harris, Vanishing Point, Behind Crimson Eyes, Parikrama.
- Etap drugi: Lauren Harris[11] Anthrax (30 i 31 maja) and Trivium (Holmdel)[12].
- Etap trzeci: Lauren Harris, Within Temptation (Londyn i Assen), Kamelot (Assen), Avenged Sevenfold (wybrane koncerty), Trooper (Bukareszt), Made of Hate (Warszawa), Salamandra (Praga), Slayer (Lizbona i Mérida), Tainted (Christchurch)
- Etap czwarty: Lauren Harris, Carcass, Atreyu, Morbid Angel, Anthrax (Bogota), Ágora (Meksyk), IRA (Monterrey), M.A.S.A.C.R.E. (Lima), Witchblade (Chile)

## Setlisty

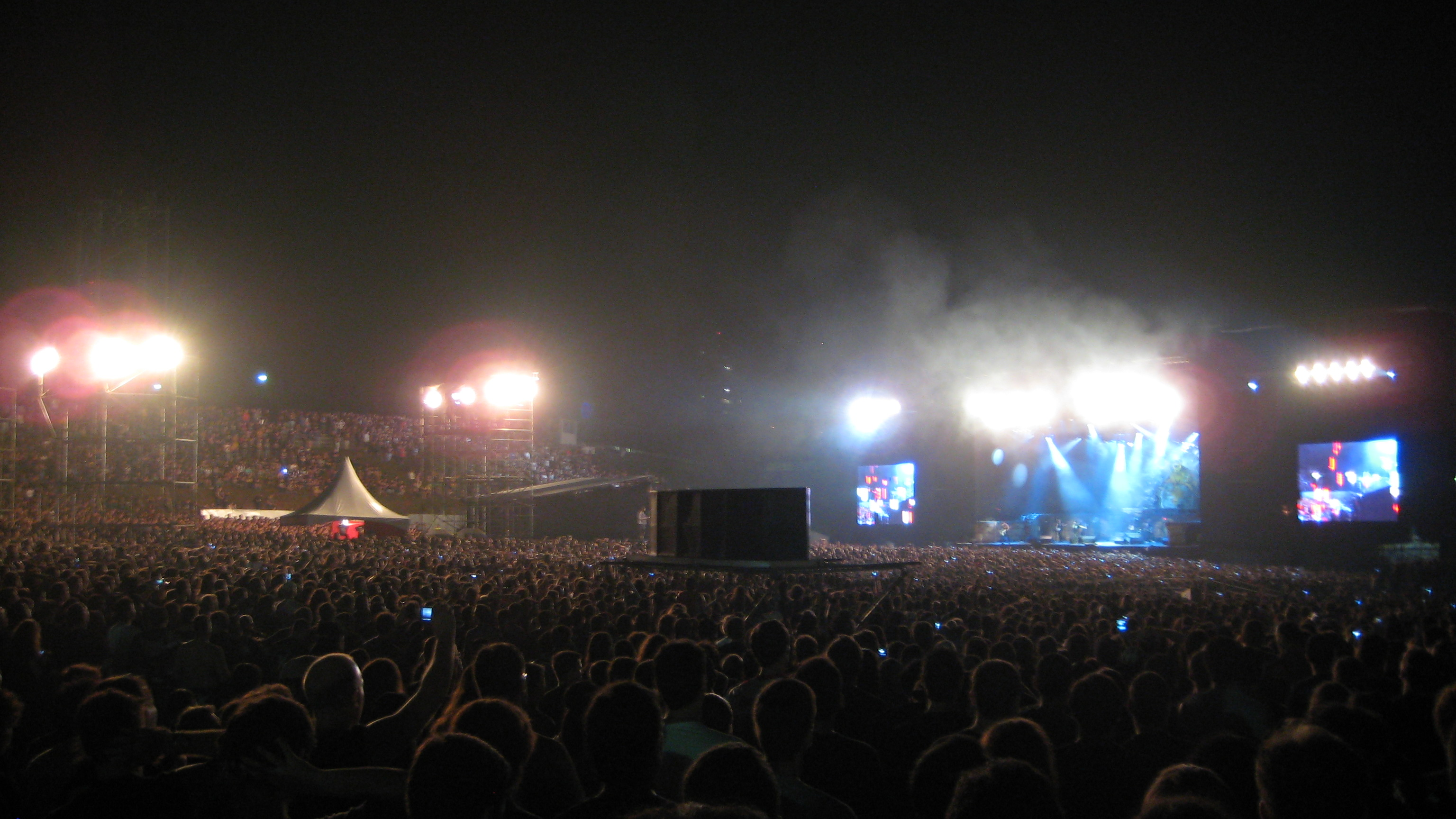
Iron Maiden panorama koncertu

### Setlista 2008
Transylvania/Churchill’s Speech

Introdukcja na każdym koncercie trasy.
- „Aces High” (album Powerslave, 1984)
- „2 Minutes to Midnight” ( album Powerslave, 1984)
- „Revelations” ( album Piece of Mind, 1983)
- „The Trooper” ( album Piece of Mind, 1983)
- „Wasted Years” ( album Somewhere in Time, 1986)
- „The Number of the Beast” ( album The Number of the Beast, 1982)
- „Can I Play with Madness” ( album Seventh Son of a Seventh Son, 1988)
- „Rime of the Ancient Mariner” ( album Powerslave, 1984)
- „Powerslave” ( album Powerslave, 1984)
- „Heaven Can Wait” ( album Somewhere in Time, 1986)
- „Run to the Hills” ( album The Number of the Beast, 1982)
- „Fear of the Dark” ( album Fear of the Dark, 1992)
- „Iron Maiden” ( album Iron Maiden, 1980)

Bisy
1. „Moonchild” ( album Seventh Son of a Seventh Son, 1988)
2. „The Clairvoyant” (album Seventh Son of a Seventh Son, 1988)
3. „Hallowed Be Thy Name” ( album The Number of the Beast, 1982)

### Setlista 2009
Transylvania/Churchill’s Speech

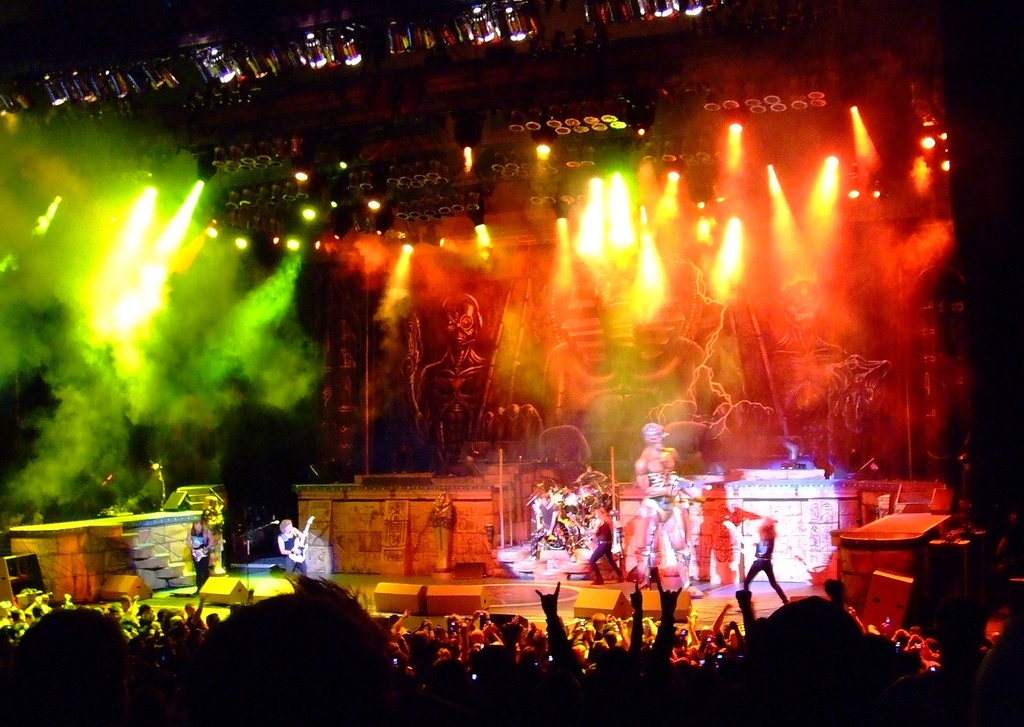
Iron Maiden 2008-09

Introdukcja na każdym koncercie trasy.
- „Aces High” ( album Powerslave, 1984)
- „Wrathchild” ( album Killers, 1981)
- „2 Minutes to Midnight” ( album Powerslave, 1984)
- „Children of the Damned” ( album The Number of the Beast, 1982)
- „Phantom of the Opera” ( album Iron Maiden, 1980)
- „The Trooper” ( album Piece of Mind, 1983)
- „Wasted Years” ( album Somewhere in Time, 1986)
- „Rime of the Ancient Mariner” ( album Powerslave, 1984)
- „Powerslave” ( album Powerslave, 1984)
- „Run to the Hills” ( album The Number of the Beast, 1982)
- „Fear of the Dark” ( album Fear of the Dark, 1992)
- „Hallowed Be Thy Name” ( album The Number of the Beast, 1982)
- „Iron Maiden” ( album Iron Maiden, 1980)

Bisy
1. „The Number of the Beast” ( album The Number of the Beast, 1982)
2. „The Evil That Men Do” ( album Seventh Son of a Seventh Son, 1988)
3. „Sanctuary” ( album Iron Maiden, 1980)

## Personel trasy
Iron Maiden
- Bruce Dickinson – wokal
- Dave Murray – gitara

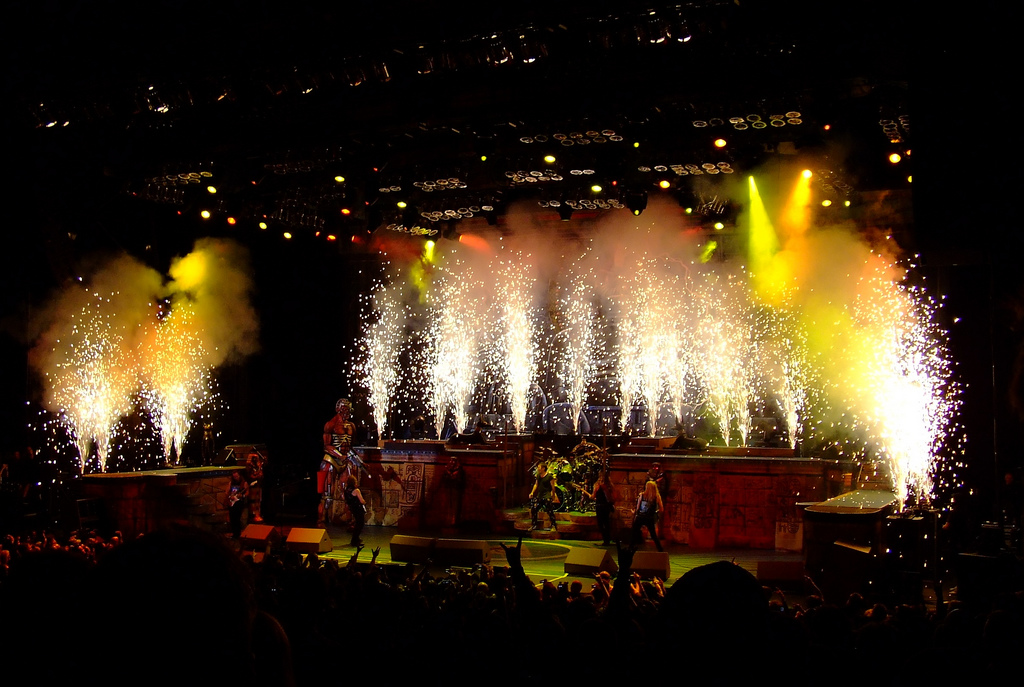
Iron Maiden Eddie – Cyborg

- Adrian Smith – gitara, dodatkowe wokale
- Janick Gers – gitara
- Steve Harris – gitara basowa, dodatkowe wokale
- Nicko McBrain – instrumenty perkusyjne

Management
- Rod Smallwood
- Andy Taylor

Booking Agent
- John Jackson at K2 Agency Ltd.

Ekipa
- Ian Day – Kierownik trasy
- Steve Gadd – Asystent kierownika trasy
- Jason Danter – Kierownik produkcji
- Bill Conte – Kierownik sceny
- Zeb Minto – Koordynator przebiegu tournee
- Natasha De Sampayo – Garderobiana
- Doug Hall – Inżynier dźwięku PA
- Steve 'Gonzo' Smith – Inżynier odsłuchów
- Ian 'Squid' Walsh – Technik ds. nagłośnienia
- Mike Hackman – Technik ds. nagłośnienia
- Rob Coleman – Projektant świateł
- Rowan Norris – Technik ds. oświetlenia
- Sean Brady – Technik gitarowy Adriana Smitha
- Colin Price – Technik gitarowy Dave’a Murraya
- Mick Pryde – Technik gitarowy Janicka Gersa
- Michael Kenney – Technik gitarowy Steve’a Harrisa oraz instrument klawiszowe
- Charlie Charlesworth – Technik perkusyjny Nicka McBraina
- Paul Stratford – Specjalista scenograf
- Ashley Groom – Specjalista scenograf
- Philip Stewart – Specjalista scenograf
- Jeff Weir – Ochrona
- Peter Lokrantz – Masażysta
- Dave 'Tith' Pattenden – Reżyser wideo
- Johnny 'TGD' Burke – Filmy i wizualizacje oraz projekcje
- Keith Maxwell – Pirotechnik
- Eric Muccio – Pirotechnik
- Boomer – Merchandiser
- Dick Bell – Konsultant ds. produkcji

## Oprawa trasy

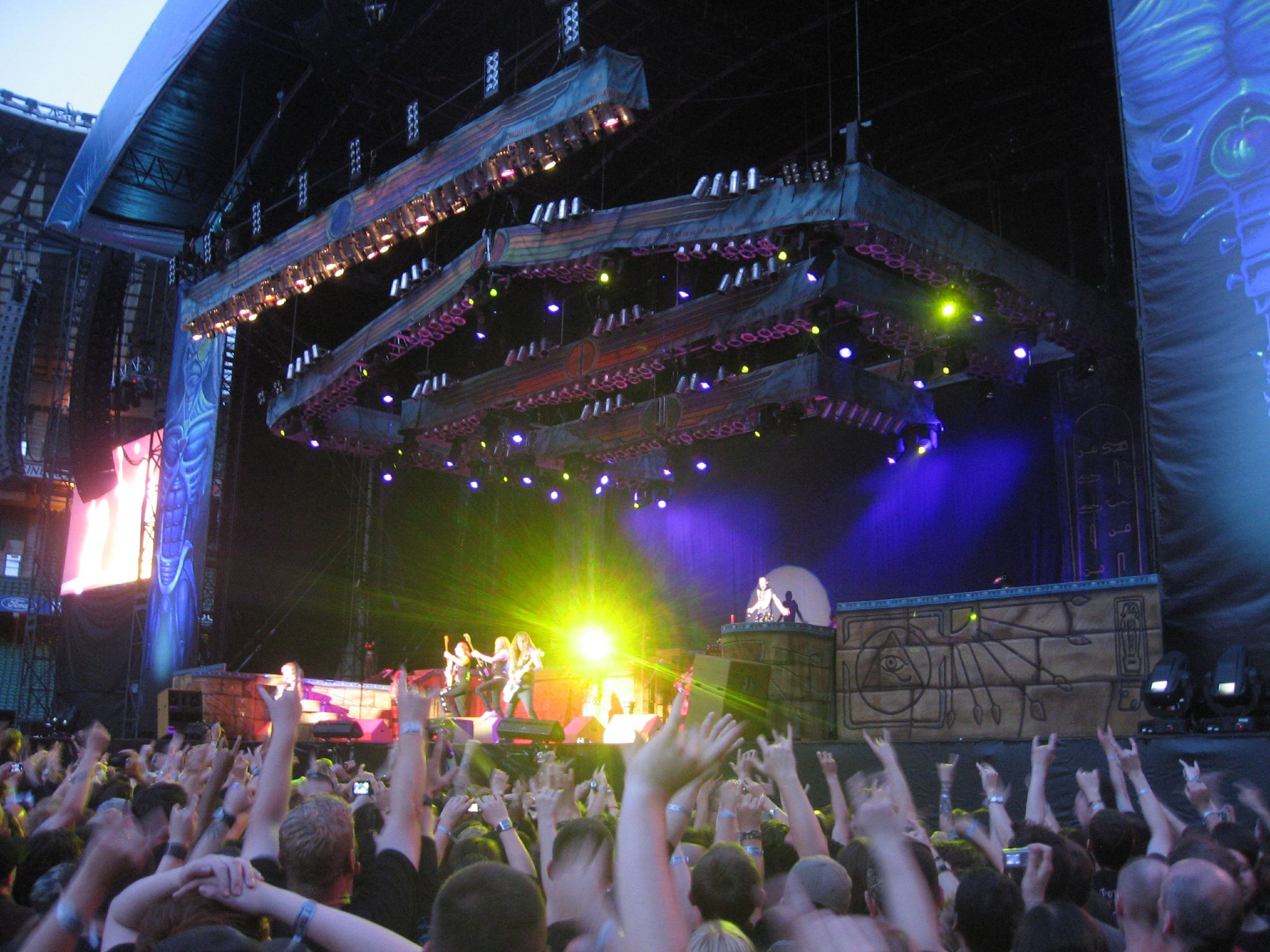
Iron Maiden na stadionie Twickenham

Na potrzeby koncertów zespół odtworzył słynną oprawę sceniczną z lat 1984 – 1986 specjalnie dla młodszej generacji fanów, którzy w epoce nie mogli być świadkami oryginalnych koncertów. Wiele zaprezentowanych utworów nie było granych od 21 lat zaś dwa z nich („Moonchild” i „Rime of the Ancient Mariner”) nigdy nie zagrano w sześcioosobowej konfiguracji. Scenografia przypominała oprawę „World Slavery Tour” wzbogaconą o niesamowite efekty pirotechniczne i gigantyczną mumię Eddiego, wyłaniającą się z rozsuwanego sarkofagu.
Konstrukcja systemu oświetleniowego oraz mobilny Eddie – Cyborg został oparty na pierwowzorze znanym z „Somewhere on Tour” 1986 rok. Ponad dwa miliony fanów zobaczyło słynną „egipską” dekorację sceny, złocisty sarkofag, tematyczne backdropy, słynne rekwizyty z epoki (np. maska Bruce’a podczas „Powerslave”).
Koncerty typu stadionowego realizowane były z największym rozmachem w dotychczasowej historii formacji. Na kilku z nich (Twickenham, Assen) pojawiła się specjalnie skonstruowana scena, zwieńczona zdobionym łukiem z podświetlanym wizerunkiem Eddiego – Faraona. Krytycy po raz kolejny uznali, że zespół zaprezentował najlepsze przedstawienie w swojej karierze. Trasa ostatecznie przypieczętowała pozycję grupy, jako mega-gwiazdy rocka i metalu w nowym millenium.

## Daty trasy
UWAGA! w wyniku aktualizacji danych, nazwy obiektów nie muszą się pokrywać ze stanem pierwotnym, znanym z materiałów prasowych grupy.
| Data                          | Miasto                        | Kraj              | Obiekt                          |                |                |
| Azja i Oceania                | Azja i Oceania                | Azja i Oceania    | Azja i Oceania                  | Azja i Oceania | Azja i Oceania |
| ----------------------------- | ----------------------------- | ----------------- | ------------------------------- | -------------- | -------------- |
| 1 lutego 2008                 | Bombaj                        | Indie             | Bandra-Kurla Complex            |                |                |
| 4 lutego 2008                 | Perth                         | Australia         | Burswood Dome                   |                |                |
| 6 lutego 2008                 | Melbourne                     | Australia         | Rod Laver Arena                 |                |                |
| 7 lutego 2008                 | Melbourne                     | Australia         | Rod Laver Arena                 |                |                |
| 9 lutego 2008                 | Sydney                        | Australia         | Acer Arena                      |                |                |
| 10 lutego 2008                | Sydney                        | Australia         | Acer Arena                      |                |                |
| 12 lutego 2008                | Brisbane                      | Australia         | Brisbane Entertainment Centre   |                |                |
| 15 lutego 2008                | Jokohama                      | Japonia           | Yokohama Pacifico               |                |                |
| 16 lutego 2008                | Chiba                         | Japonia           | Makuhari Messe                  |                |                |
| Ameryka Północna i Południowa |                               |                   |                                 |                |                |
| 19 lutego 2008                | Inglewood, Kalifornia         | Stany Zjednoczone | Kia Forum                       |                |                |
| 21 lutego 2008                | Zapopan                       | Meksyk            | Auditorio Telmex                |                |                |
| 22 lutego 2008                | Monterrey                     | Meksyk            | Monterrey Arena                 |                |                |
| 24 lutego 2008                | Meksyk                        | Meksyk            | Foro Sol                        |                |                |
| 26 lutego 2008                | San José                      | Kostaryka         | Estadio Ricardo Saprissa Aymá   |                |                |
| 28 lutego 2008                | Bogota                        | Kolumbia          | Simón Bolívar Park              |                |                |
| 2 marca 2008                  | São Paulo                     | Brazylia          | Estádio Palestra Itália         |                |                |
| 4 marca 2008                  | Kurytyba                      | Brazylia          | Pedreira Paulo Leminski         |                |                |
| 5 marca 2008                  | Porto Alegre                  | Brazylia          | Gigantinho Arena                |                |                |
| 7 marca 2008                  | Buenos Aires                  | Argentyna         | Ferro Carril Oeste              |                |                |
| 9 marca 2008                  | Santiago                      | Chile             | Pista Atletica                  |                |                |
| 12 marca 2008                 | San Juan                      | Portoryko         | Coliseo de Puerto Rico          |                |                |
| 14 marca 2008                 | East Rutherford, New Jersey   | Stany Zjednoczone | Izod Center                     |                |                |
| 16 marca 2008                 | Toronto, Ontario              | Kanada            | Air Canada Centre               |                |                |
| Ameryka Północna              |                               |                   |                                 |                |                |
| 21 maja 2008                  | Selma, Teksas                 | Stany Zjednoczone | Verizon Wireless Amphitheater   |                |                |
| 22 maja 2008                  | The Woodlands, Teksas         | Stany Zjednoczone | Cynthia Woods Mitchell Pavilion |                |                |
| 25 maja 2008                  | Albuquerque, Nowy Meksyk      | Stany Zjednoczone | Journal Pavilion                |                |                |
| 26 maja 2008                  | Phoenix, Arizona              | Stany Zjednoczone | Cricket Wireless Pavilion       |                |                |
| 28 maja 2008                  | Concord, Kalifornia           | Stany Zjednoczone | Sleep Train Pavilion            |                |                |
| 30 maja 2008                  | Irvine, Kalifornia            | Stany Zjednoczone | Verizon Wireless Amphitheatre   |                |                |
| 31 maja 2008                  | Irvine, Kalifornia            | Stany Zjednoczone | Verizon Wireless Amphitheatre   |                |                |
| 2 czerwca 2008                | Auburn, Waszyngton            | Stany Zjednoczone | White River Amphitheatre        |                |                |
| 3 czerwca 2008                | Vancouver, Kolumbia Brytyjska | Kanada            | Pacific Coliseum                |                |                |
| 5 czerwca 2008                | Calgary, Alberta              | Kanada            | Scotiabank Saddledome           |                |                |
| 6 czerwca 2008                | Edmonton, Alberta             | Kanada            | Rexall Place                    |                |                |
| 8 czerwca 2008                | Regina, Saskatchewan          | Kanada            | Brandt Centre                   |                |                |
| 9 czerwca 2008                | Winnipeg, Manitoba            | Kanada            | MTS Centre                      |                |                |
| 11 czerwca 2008               | Rosemont, Illinois            | Stany Zjednoczone | Allstate Arena                  |                |                |
| 12 czerwca 2008               | Cuyahoga Falls, Ohio          | Stany Zjednoczone | Blossom Music Center            |                |                |
| 14 czerwca 2008               | Holmdel, New Jersey           | Stany Zjednoczone | PNC Bank Arts Center            |                |                |
| 15 czerwca 2008               | Nowy Jork                     | Stany Zjednoczone | Madison Square Garden           |                |                |
| 17 czerwca 2008               | Camden, New Jersey            | Stany Zjednoczone | Susquehanna Bank Center         |                |                |
| 18 czerwca 2008               | Columbia, Maryland            | Stany Zjednoczone | Merriweather Post Pavilion      |                |                |
| 20 czerwca 2008               | Mansfield, Massachusetts      | Stany Zjednoczone | Tweeter Center                  |                |                |
| 21 czerwca 2008               | Montreal, Quebec              | Kanada            | Parc Jean-Drapeau               |                |                |
| Europa                        |                               |                   |                                 |                |                |
| 27 czerwca 2008               | Bolonia                       | Włochy            | Arena Parco Nord                |                |                |
| 29 czerwca 2008               | Dessel                        | Belgia            | Boeretang Festival Park         |                |                |
| 1 lipca 2008                  | Paryż                         | Francja           | Bercy Arena                     |                |                |
| 2 lipca 2008                  | Paryż                         | Francja           | Bercy Arena                     |                |                |
| 5 lipca 2008                  | Londyn                        | Anglia            | Twickenham Stadium              |                |                |
| 9 lipca 2008                  | Lizbona                       | Portugalia        | Parque do Tejo                  |                |                |
| 11 lipca 2008                 | Mérida                        | Hiszpania         | Albergue Juvenil Merida         |                |                |
| 12 lipca 2008                 | Saragossa                     | Hiszpania         | Feria de Zaragoza               |                |                |
| 16 lipca 2008                 | Sztokholm                     | Szwecja           | Stadion Olimpijski              |                |                |
| 18 lipca 2008                 | Helsinki                      | Finlandia         | Stadion Olimpijski w Helsinkach |                |                |
| 19 lipca 2008                 | Tampere                       | Finlandia         | Ratinan stadion                 |                |                |
| 22 lipca 2008                 | Trondheim                     | Norwegia          | Lerkendal Stadion               |                |                |
| 24 lipca 2008                 | Oslo                          | Norwegia          | Valle Hovin                     |                |                |
| 26 lipca 2008                 | Göteborg                      | Szwecja           | Ullevi Stadion                  |                |                |
| 27 lipca 2008                 | Horsens                       | Dania             | Godsbanepladsen                 |                |                |
| 31 lipca 2008                 | Wacken                        | Niemcy            | True Metal Stage Platz          |                |                |
| 2 sierpnia 2008               | Ateny                         | Grecja            | Terra Vibe Park                 |                |                |
| 4 sierpnia 2008               | Bukareszt                     | Rumunia           | Stadion Cotroceni               |                |                |
| 7 sierpnia 2008               | Warszawa                      | Polska            | Stadion Gwardii Warszawa        |                |                |
| 8 sierpnia 2008               | Praga                         | Czechy            | Synot Tip Aréna                 |                |                |
| 10 sierpnia 2008              | Split                         | Chorwacja         | Poljud City Stadium             |                |                |
| 12 sierpnia 2008              | Budapeszt                     | Węgry             | Óbudai-sziget                   |                |                |
| 14 sierpnia 2008              | Bazylea                       | Szwajcaria        | St. Jakobshalle                 |                |                |
| 16 sierpnia 2008              | Assen                         | Holandia          | TT Circuit Assen                |                |                |
| 19 sierpnia 2008              | Moskwa                        | Rosja             | Stadion Olimpijski (Moskwa)     |                |                |
| Europa                        |                               |                   |                                 |                |                |
| 10 lutego 2009                | Belgrad                       | Serbia            | Belgrade Arena                  |                |                |
| Azja i Oceania                |                               |                   |                                 |                |                |
| 13 lutego 2009                | Dubaj                         | ZEA               | Media City Amphitheatre         |                |                |
| 15 lutego 2009                | Bengaluru                     | Indie             | Palace Grounds                  |                |                |
| 20 lutego 2009                | Auckland                      | Nowa Zelandia     | Mount Smart Stadium             |                |                |
| 22 lutego 2009                | Christchurch                  | Nowa Zelandia     | Westpac Arena                   |                |                |
| Ameryka Północna i Południowa |                               |                   |                                 |                |                |
| 25 lutego 2009                | Monterrey                     | Meksyk            | Estadio Universitario           |                |                |
| 26 lutego 2009                | Guadalajara                   | Meksyk            | Arena VFG                       |                |                |
| 28 lutego 2009                | Meksyk                        | Meksyk            | Foro Sol                        |                |                |
| 3 marca 2009                  | Alajuela                      | Kostaryka         | Estadio Alejandro Morera Soto   |                |                |
| 5 marca 2009                  | Caracas                       | Wenezuela         | Poliedro de Caracas             |                |                |
| 7 marca 2009                  | Bogota                        | Kolumbia          | Simon Bolivar Park              |                |                |
| 10 marca 2009                 | Quito                         | Ekwador           | Estadio Aucas                   |                |                |
| 12 marca 2009                 | Manaus                        | Brazylia          | Sambodromo Manaus               |                |                |
| 14 marca 2009                 | Rio de Janeiro                | Brazylia          | Praça da Apoteose               |                |                |
| 15 marca 2009                 | São Paulo                     | Brazylia          | Autodromo de Interlagos         |                |                |
| 18 marca 2009                 | Belo Horizonte                | Brazylia          | Mineirinho                      |                |                |
| 20 marca 2009                 | Brasília                      | Brazylia          | Estádio Nacional                |                |                |
| 22 marca 2009                 | Santiago                      | Chile             | Club Hipico Santiago            |                |                |
| 26 marca 2009                 | Lima                          | Peru              | Stadion Narodowy w Limie        |                |                |
| 28 marca 2009                 | Buenos Aires                  | Argentyna         | Vélez Sarsfield Stadium         |                |                |
| 31 marca 2009                 | Recife                        | Brazylia          | Pernambuco Jockey Club          |                |                |
| Ameryka Północna              |                               |                   |                                 |                |                |
| 2 kwietnia 2009               | Sunrise, Floryda              | Stany Zjednoczone | BankAtlantic Center             |                |                |

### Box Office
| Data                                | Miasto / Festiwal                   | Obiekt                          | Frekwencja * |
| 1 lutego 2008                       | Bombaj                              | Bandra-Kurla Complex            | 100,000      |
| 4 lutego 2008                       | Perth                               | Burswood Dome                   | 15,000       |
| 6 lutego 2008                       | Melbourne                           | Rod Laver Arena                 | 16,000       |
| 7 lutego 2008                       | Melbourne                           | Rod Laver Arena                 | 16,000       |
| 9 lutego 2008                       | Sydney                              | Acer Arena                      | 20,000       |
| 10 lutego 2008                      | Sydney                              | Acer Arena                      | 20,000       |
| 12 lutego 2008                      | Brisbane                            | Brisbane Entertainment Centre   | 15,000       |
| 15 lutego 2008                      | Jokohama                            | Yokohama Pacifico               | 5,000        |
| 16 lutego 2008                      | Chiba                               | Makuhari Messe                  | 15,000       |
| 19 lutego 2008                      | Inglewood, Kalifornia               | The Forum                       | 18,000       |
| 21 lutego 2008                      | Zapopan                             | Auditorio Telmex                | 10,000       |
| 22 lutego 2008                      | Monterrey                           | Monterrey Arena                 | 17,000       |
| 24 lutego 2008                      | Meksyk                              | Foro Sol Stadium                | 61,000       |
| 26 lutego 2008                      | San José                            | Estadio Ricardo Saprissa Aymá   | 34,000       |
| 28 lutego 2008                      | Bogota                              | Simón Bolívar Park              | 100,000      |
| 2 marca 2008                        | São Paulo                           | Estádio Palestra Itália         | 50,000       |
| 4 marca 2008                        | Kurytyba                            | Pedreira Paulo Leminski         | 25,000       |
| 5 marca 2008                        | Porto Alegre                        | Gigantinho Arena                | 18,000       |
| 7 marca 2008                        | Buenos Aires                        | Ferro Carril Oeste              | 30,000       |
| 9 marca 2008                        | Santiago                            | Pista Atletica                  | 30,000       |
| 12 marca 2008                       | San Juan                            | Coliseo de Puerto Rico          | 20,000       |
| 14 marca 2008                       | East Rutherford, New Jersey         | Izod Center                     | 20,000       |
| 16 marca 2008                       | Toronto, Ontario                    | Air Canada Centre               | 20,000       |
| 21 maja 2008                        | Selma, Teksas                       | Verizon Wireless Amphitheater   | 20,000       |
| 22 maja 2008                        | The Woodlands, Teksas               | Cynthia Woods Mitchell Pavilion | 20,000       |
| 25 maja 2008                        | Albuquerque, Nowy Meksyk            | Journal Pavilion                | 16,000       |
| 26 maja 2008                        | Phoenix, Arizona                    | Cricket Wireless Pavilion       | 16,000       |
| 28 maja 2008                        | Concord, Kalifornia                 | Sleep Train Pavilion            | 16,000       |
| 30 maja 2008                        | Irvine, Kalifornia                  | Verizon Wireless Amphitheatre   | 18,000       |
| 31 maja 2008                        | Irvine, Kalifornia                  | Verizon Wireless Amphitheatre   | 18,000       |
| 2 czerwca 2008                      | Auburn, Waszyngton                  | White River Amphitheatre        | 16,000       |
| 3 czerwca 2008                      | Vancouver, Kolumbia Brytyjska       | Pacific Coliseum                | 20,000       |
| 5 czerwca 2008                      | Calgary, Alberta                    | Scotiabank Saddledome           | 20,000       |
| 6 czerwca 2008                      | Edmonton, Alberta                   | Rexall Place                    | 15,000       |
| 8 czerwca 2008                      | Regina, Saskatchewan                | Brandt Centre                   | 8,000        |
| 9 czerwca 2008                      | Winnipeg, Manitoba                  | MTS Centre                      | 18,000       |
| 11 czerwca 2008                     | Rosemont, Illinois                  | Allstate Arena                  | 17,000       |
| 12 czerwca 2008                     | Cuyahoga Falls, Ohio                | Blossom Music Center            | 17,000       |
| 14 czerwca 2008                     | Holmdel, New Jersey                 | PNC Bank Arts Center            | 20,000       |
| 15 czerwca 2008                     | Nowy Jork                           | Madison Square Garden           | 20,000       |
| 17 czerwca 2008                     | Camden, New Jersey                  | Susquehanna Bank Center         | 20,000       |
| 18 czerwca 2008                     | Columbia, Maryland                  | Merriweather Post Pavilion      | 20,000       |
| 20 czerwca 2008                     | Mansfield, Massachusetts            | Tweeter Center                  | 20,000       |
| 21 czerwca 2008                     | Montreal, Quebec / Heavy MTL Fest   | Parc Jean-Drapeau               | 40,000       |
| 27 czerwca 2008                     | Bolonia / Gods of Metal Festival    | Arena Parco Nord                | 35,000       |
| 29 czerwca 2008                     | Dessel / Graspop Festival           | Boeretang Festival Park         | 65,000       |
| 1 lipca 2008                        | Paryż                               | Bercy Arena                     | 20,000       |
| 2 lipca 2008                        | Paryż                               | Bercy Arena                     | 20,000       |
| 5 lipca 2008                        | Londyn                              | Twickenham Stadium              | 55,000       |
| 9 lipca 2008                        | Lizbona / Super Rock Festival       | Parque do Tejo                  | 40,000       |
| 11 lipca 2008                       | Mérida / Via de La Plata Festival   | Albergue Juvenil Merida         | 35,000       |
| 12 lipca 2008                       | Saragossa / Metalway Festival       | Feria de Zaragoza               | 40,000       |
| 16 lipca 2008                       | Sztokholm                           | Stadion Olimpijski              | 36,000       |
| 18 lipca 2008                       | Helsinki                            | Stadion Olimpijski              | 55,000       |
| 19 lipca 2008                       | Tampere                             | Ratinan Stadion                 | 33,000       |
| 22 lipca 2008                       | Trondheim                           | Lerkendal Stadion               | 25,000       |
| 24 lipca 2008                       | Oslo                                | Valle Hovin                     | 30,000       |
| 26 lipca 2008                       | Göteborg                            | Ullevi Stadion                  | 62,000       |
| 27 lipca 2008                       | Horsens                             | Godsbanepladsen                 | 20,000       |
| 31 lipca 2008                       | Wacken / Wacken Open Air            | True Metal Stage Platz          | 100,000      |
| 2 sierpnia 2008                     | Ateny                               | Terra Vibe Park                 | 40,000       |
| 4 sierpnia 2008                     | Bukareszt                           | Stadion Cotroceni               | 30,000       |
| 7 sierpnia 2008                     | Warszawa                            | Stadion Gwardii Warszawa        | 33,000       |
| 8 sierpnia 2008                     | Praga                               | Synot Tip Aréna                 | 40,000       |
| 10 sierpnia 2008                    | Split                               | Poljud City Stadium             | 30,000       |
| 12 sierpnia 2008                    | Budapeszt / Sziget Festival         | Óbudai-Sziget                   | 85,000       |
| 14 sierpnia 2008                    | Bazylea                             | St. Jakobshalle                 | 12,000       |
| 16 sierpnia 2008                    | Assen                               | TT Circuit Assen                | 30,000       |
| 19 sierpnia 2008                    | Moskwa                              | Stadion Olimpijski              | 25,000       |
| 10 lutego 2009                      | Belgrad                             | Belgrade Arena                  | 22,000       |
| 13 lutego 2009                      | Dubaj                               | Media City Amphitheatre         | 15,000       |
| 15 lutego 2009                      | Bengaluru / Rock in India Festival  | Palace Grounds                  | 25,000       |
| 20 lutego 2009                      | Auckland                            | Mount Smart Stadium             | 25,000       |
| 22 lutego 2009                      | Christchurch                        | Westpac Arena                   | 12,000       |
| 25 lutego 2009                      | Monterrey                           | Estadio Universitario           | 35,000       |
| 26 lutego 2009                      | Guadalajara / Headbanger’s Fest     | Arena VFG                       | 12,000       |
| 28 lutego 2009                      | Meksyk / Headbanger’s Fest          | Foro Sol Stadium                | 60,000       |
| 3 marca 2009                        | Alajuela                            | Estadio Alejandro Morera Soto   | 30,000       |
| 5 marca 2009                        | Caracas                             | Poliedro de Caracas             | 30,000       |
| 7 marca 2009                        | Bogota                              | Simon Bolivar Park              | 30,000       |
| 10 marca 2009                       | Quito                               | Estadio Aucas                   | 36,000       |
| 12 marca 2009                       | Manaus                              | Sambodromo Manaus               | 25,000       |
| 14 marca 2009                       | Rio de Janeiro                      | Praça da Apoteose               | 25,000       |
| 15 marca 2009                       | São Paulo                           | Autodromo de Interlagos         | 100,000      |
| 18 marca 2009                       | Belo Horizonte                      | Mineirinho                      | 25,000       |
| 20 marca 2009                       | Brasília                            | Estádio Nacional                | 30,000       |
| 22 marca 2009                       | Santiago                            | Club Hipico Santiago            | 72,000       |
| 26 marca 2009                       | Lima                                | Stadion Narodowy w Limie        | 40,000       |
| 28 marca 2009                       | Buenos Aires / Quelmes Rock Fest    | Vélez Sarsfield Stadium         | 50,000       |
| 31 marca 2009                       | Recife                              | Pernambuco Jockey Club          | 25,000       |
| 2 kwietnia 2009                     | Sunrise, Floryda                    | BankAtlantic Center             | 18,000       |
| SUMA (Indywidualne / Ogół): 79 / 91 | SUMA (Indywidualne / Ogół): 79 / 91 |                                 | 2,800,000    |

* Dane dotyczą ostatecznej liczby uczestników w odniesieniu do maksymalnej pojemności obiektów z uwzględnieniem zaproszonych gości, wolontariuszy, darmowych uczestników imprez oraz posiadaczy biletów udostępnianych poza głównymi kanałami dystrybucji. W zależności od lokalizacji koncertu tzw. dane brutto mogą się znacznie różnić od wartości wyjściowych.